# Коцка Андрій Андрійович
Андрі́й Андрі́йович Ко́цка (23 травня 1911, Ужгород — 3 листопада 1987, там само) — український живописець. Один із засновників Закарпатської організації спілки радянських художників України (1946), Заслужений діяч мистецтв УРСР (1971), Народний художник УРСР (1981).

## Біографія
Народився 23 травня 1911 року в Ужгороді у багатодітній родині робітника-візника, де окрім нього було ще семеро дітей. Закінчив 4 класи народної та 4 класи горожанської школи в Ужгороді. 1927 року став студентом Ужгородської співочоучительської семінарії, де малюнок викладав засновник закарпатської художньої школи Адальберт Ерделі. Талановитого учня було також запрошено до Ужгородської Публічної школи малюнку, у якій викладали відомі майстри Адальберт Ерделі та Йосип Бокшай. 1931 року Коцка отримав диплом народного вчителя та направлення працювати в село Тихий.
1933 року Андрій Коцка став членом Товариства діячів образотворчого мистецтва на Підкарпатській Русі і того ж року Коцка організовує в Ужгороді свою першу персональну виставку творів. 1939 року бере участь у Всеугорській виставці образотворчого мистецтва, де експонує картини із життя селян Турянської долини. У 1940 році нагороджений стипендією для навчання художника в Римській Академії образотворчих мистецтв під керівництвом професора Ф. Феррацці на відділенні монументального живопису. Після виставки стипендіатів, яку відкривав король Італії Віктор Емануїл III, Андрієві Коцці продовжують стипендію до 1942 року для навчання в Реальній Академії Святого Луки.

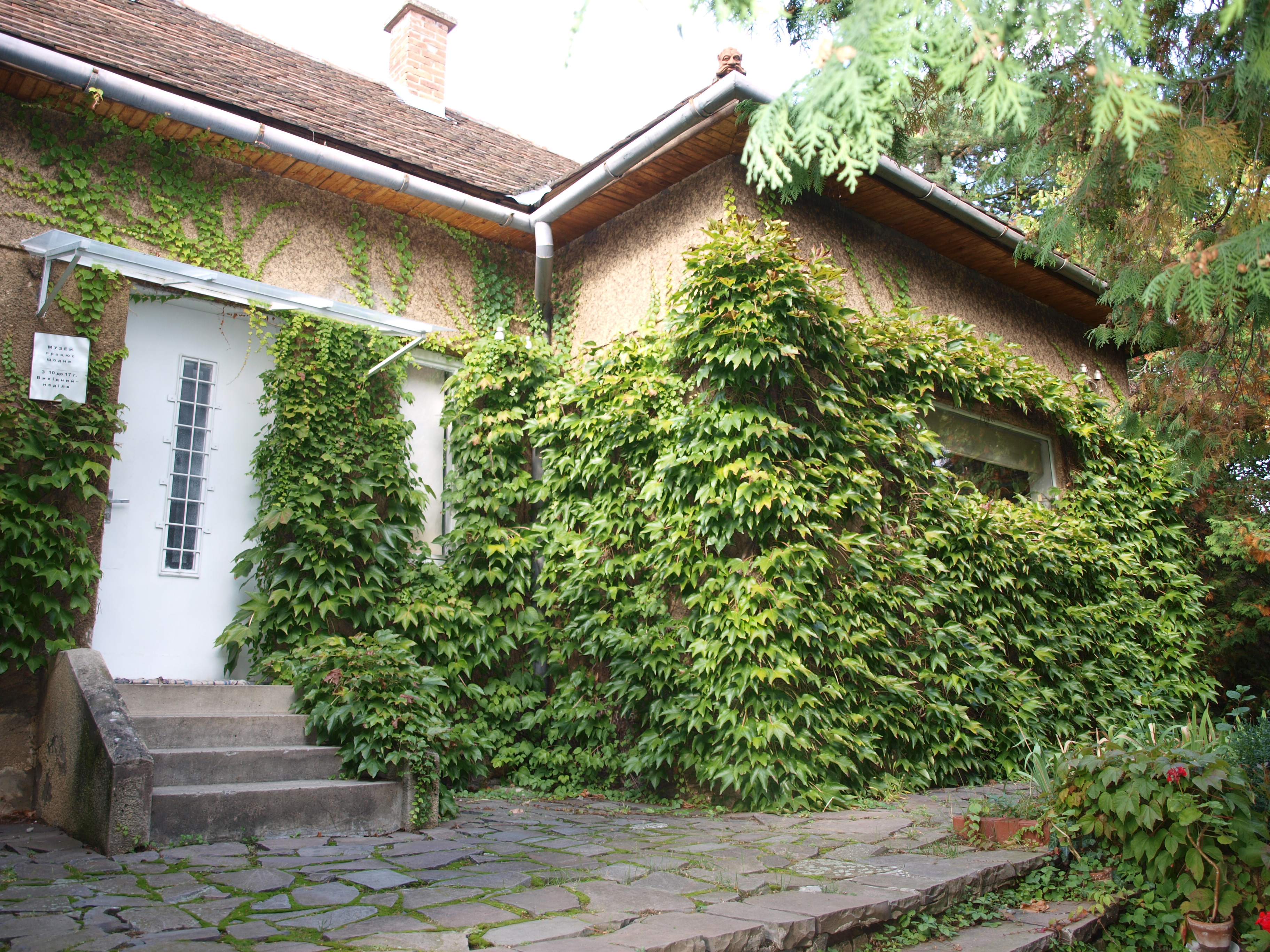
Будинок, в якому мешкав та працював А. А. Коцка. Ужгород, вул. Віннична, 20

Після повернення Коцка протягом 1942—1944 років працював вчителем у Сімерській сільській школі. У той самий час брав участь у групі захисту від мародерів та порятунку колекції Ужгородського музею (нині — Закарпатський краєзнавчий музей). Після створення 1946 року Закарпатської обласної організації Спілки радянських художників України А. Коцка стає її членом-засновником, як і одним із перших викладачів новоствореного в березні того ж року Ужгородського державного художньо-промислового училища (нині — Закарпатський художній інститут). У 1945—1946 років в Ужгороді, Києві та Москві проводяться виставки творів закарпатських митців, на яких до робіт А. Коцки прикута особлива увага.
Наприкінці 1940-х років Коцка зазнав ідеологічного тиску, що полягав у вимогах змінювати свою творчу манеру в русло соціалістичного реалізму. З настанням хрущовської відлиги ставлення художньої критики до творчості митця змінилося на краще. 1956 року серія жіночих портретів пензля майстра завершилася тріумфом «Верховинки», фоторепродукції якої друкувалися в провідних радянських мистецьких журналах, а сама робота була придбана музеєм українського образотворчого мистецтва в Києві, а інший варіант — Державною Третьяковською галереєю в Москві. Особливим успіхом у галузі образотворчого мистецтва користувалася групова виставка творів Андрія Коцки, Адальберта Ерделі та Федора Манайла, що проходила 1964 року в Москві під назвою «Старе і нове Закарпаття».
До кінця свого земного життя А. Коцка був активним учасником виставок. Найбільш успішними були персональні виставки — в Ужгороді (1981), Москві (1983) та Требішові (Чехословаччина, 1984).

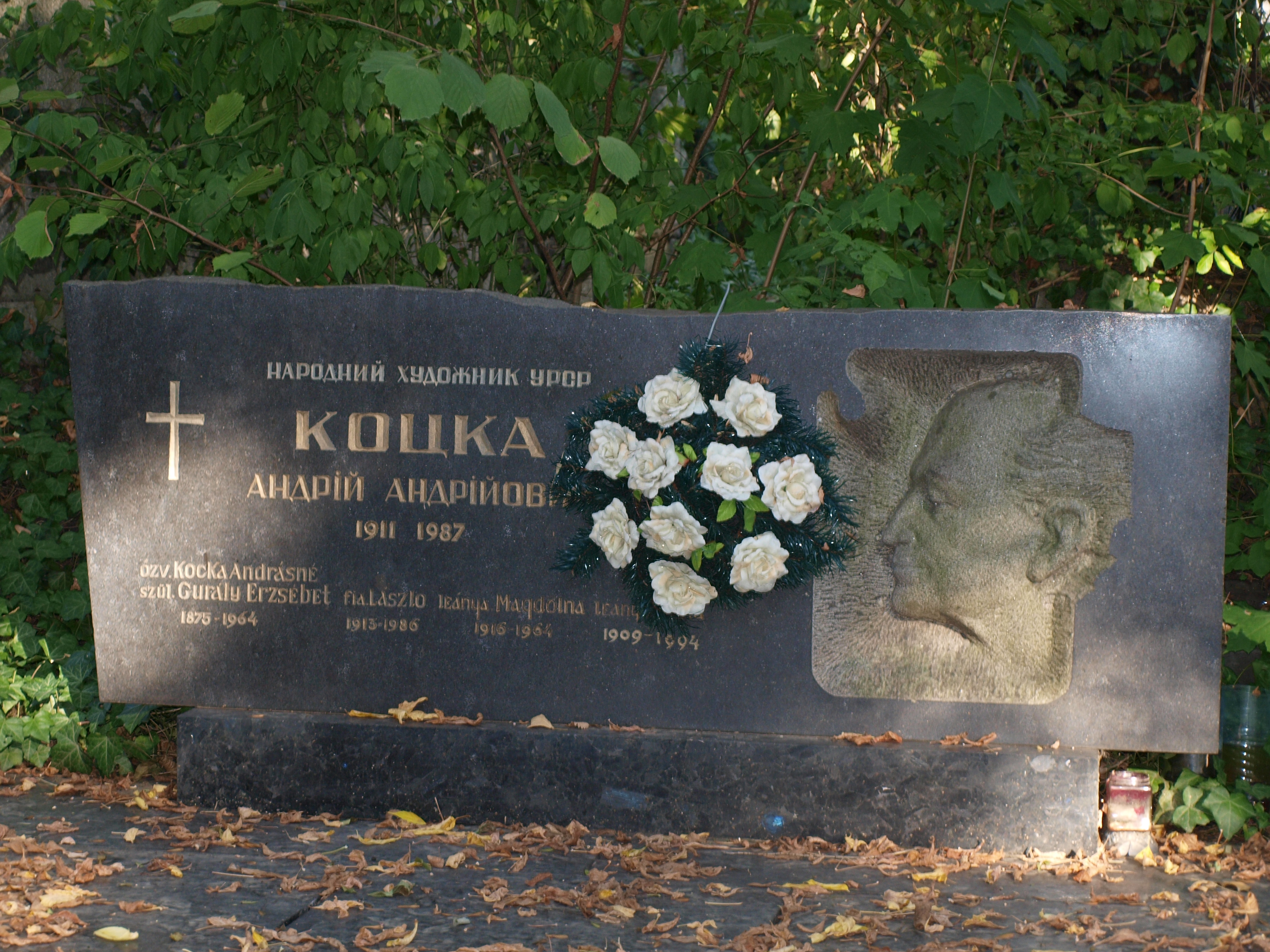
Могила Андрія Коцки на цвинтарі Кальварія в Ужгороді

Помер Андрій Коцка 3 листопада 1987 року в Ужгороді та похований на міському цвинтарі «Кальварія».

## Твори
Твори А. Коцки оригінальні за стилем і відрізняються бездоганним колоритом. Своєрідною візитівкою художника є ряд жіночих портретів «гуцулок» та «верховинок». Його стиль впізнаваний, але в багатьох картинах повторюються однакові мотиви, що відкриває поле для продажу крадених картин або підробок. Протягом 2006—2007 років з музеїв і приватних колекцій було вкрадено декілька його робіт.
Усе найвизначніше в мистецтві Андрія Коцки, зазначає Ігор Шаров, пов'язане з рідною землею і визначає його приналежність до закарпатської школи українського мистецтва. Закарпаття на все життя залишилось улюбленою темою митця. Це справді його життя, його творча наснага. Прохолодна голубінь неба і зелень полонини, празникове вбрання горянок дали палітрі Коцки дуже важливі складові елементи. Гори вчили його бачити світ розпростореним і цілісним, гірське повітря наповнює художникові картини живим диханням, народжуючи в них мерехтливе й трепетне сфумато.
Андрій Коцка багато пише з натури. Він зображає знатних людей Закарпаття. Для його мистецтва необхідні зустрічі з живими людьми, з природою, і коли вони приходять, Коцка вміє бути дуже точним, чутливо вловлювати характерні рисочки облич і краєвидів. Нижче перелічено лише деякі з робіт Андрія Коцки:
- 1930 — «Ярмарок», «Марійка», «Школярі», «Хлопчик»;
- 1930-ті — «Зима в селі Тихе», «Ужгород», «Перечинський базар», «Додому», «Процесія»;
- 1933 — «Зима. Неділя в селі Тихе», «Сутінки»;
- 1935 — «Верховинці», «Портрет дівчинки з села Тихий»;
- 1937 — «Біля церкви»;
- 1939 — «У селі», «За звичаєм»;
- 1940 — «Натюрморт з омаром»;
- 1944 — «Портрет дівчини»;
- 1948 — «Тетяна Яблонська»;
- 1951 — «Марічка», «Словацька дівчина», «Старий колгоспник», «Жіночий портрет»;
- 1952 — «Дівчина з Колочави»;
- 1956 — «Верховинка», «Церква в с. Ужок», «Гірська панорама»;
- 1958 — «Полонина Рогнєска»;
- 1960 — «Гуцульська осінь», «Мати», «Наречена», «Подруги», «Синевирське озеро», «Осінні фарби»;
- 1960-ті — «Осінній ліс»;
- 1966 — «Смарагдова весна»;
- 1967 — «Весна», «Гуцулки з села Богдан»;
- 1968 — «Наречена»;
- 1969 — «Чабани»;
- 1970 — «Подруги», «Гуцульська наречена», «На Гуцульщині»;
- 1970-ті — «Верховинка в червоній хустині», «Свято на Верховині»;
- 1973 — «Зима»;
- 1974 — «Лісоруб І. Плеша»;
- 1976 — «Веснянка»;
- 1979 — «У Карпатах»;
- початок 1980-х — «Тюльпани у саду».

Верховинка у червоній хустині

## Нагороди
1971 року А. Коцці було присвоєно звання «Заслужений діяч мистецтв УРСР». 1977 року обраний членом президії правління Спілки художників УРСР та членом правління Спілки художників СРСР, а 1982 року йому присвоєно звання «Народний художник УРСР».

## Вшанування

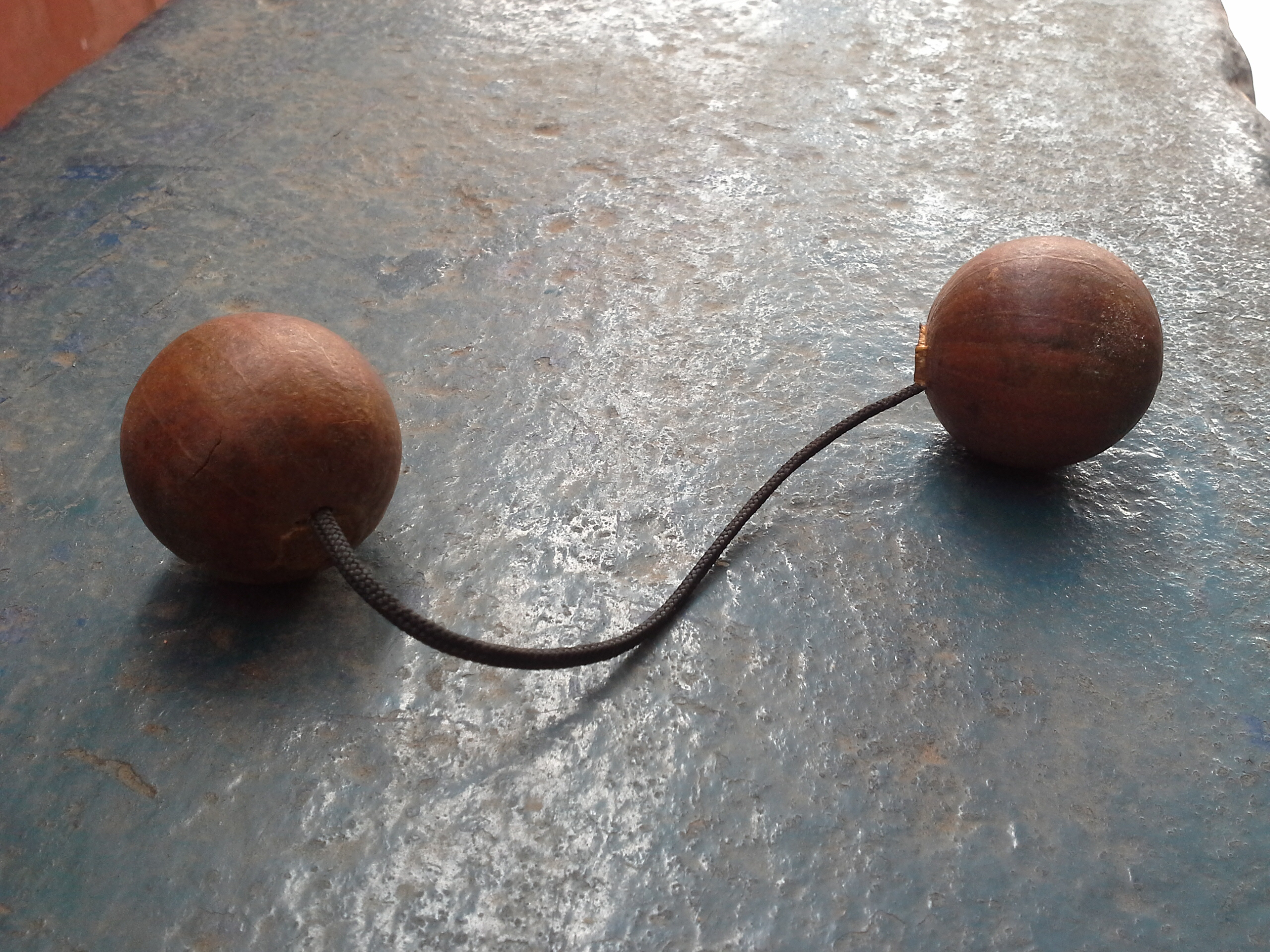
Художній маркований конверт, виданий 2011 року УДППЗ «Укрпошта» до 100-ліття від дня народження Андрія Коцки

На вул. Вінничній, 20 в Ужгороді, де мешкав А. Коцка разом з братом та сестрою Ганною, у 1990 році відкрито меморіальний будинок-музей, а на фасаді встановлено пам'ятну таблицю (скульптор М. Михайлюк). 2011 року до 100-літнього ювілею від дня народження А. Коцки УДППЗ «Укрпошта» випустила художній маркований конверт, а 23 травня на Ужгородському поштамті відбулося погашення конверта спеціальним пам'ятним штемпелем.